# Croton sakamaliensis
Croton sakamaliensis är en törelväxtart som beskrevs av Jacques Désiré Leandri. Croton sakamaliensis ingår i släktet Croton och familjen törelväxter. Inga underarter finns listade i Catalogue of Life.